# Буттильоне, Рокко
Рокко Буттильоне (итал. Rocco Buttiglione; Галлиполи, провинция Лечче, Апулия, 6 июня 1948 года) — итальянский философ, политолог и консервативный политик, министр второго и третьего правительств Сильвио Берлускони (2001—2006).

## Биография

### Философ
Буттильоне окончил лицей имени Массимо д’Адзельо в Турине, затем поступил на Юридический факультет Туринского университета, позднее окончил Римский университет Ла Сапиенца, где стал учеником, а впоследствии ассистентом и другом профессора философии Аугусто Дель Ноче. В последующие годы был членом Папской академии общественных наук, являлся ординарным профессором университета Терамо в Абруццо, преподавал в римском университете имени Св. Пия V. Был одним из основателей и проректором Философской академии Лихтенштейна, читал курс этики в Католическом университете Люблина, который присвоил ему почётную докторскую степень (honoris causa).

### Политическая карьера
С 1978 по 1984 год сотрудничал в еженедельнике Il Sabato, издании католической организации Comunione e Liberazione. В июле 1994 года возглавил Итальянскую народную партию. Весной 1995 в партии произошёл раскол, спровоцированный политикой Буттильоне, направленной на создание политического союза с другими правоцентристскими силами. В июле 1995 года возникла партия Объединённых христианских демократов (ОХД), которую возглавил Буттильоне. В феврале 1998 года он вместе с Франческо Коссига принял участие в создании Демократического союза за Республику (ДСР), в который влилась партия ОХД, а в октябре того же года поддержал левоцентристское правительство Массимо Д’Алема. В апреле 1999 года Буттильоне вышел из ДСР и воссоздал в качестве самостоятельной организации ОХД, которую впоследствии возглавил. К июлю 1999 года эта структура окончательно оформилась в качестве правоцентристской силы. В июне 1999 года Буттильоне был избран в Европейский парламент. В преддверии парламентских выборов 2001 года ОХД вошли в коалицию с Христианско-демократическим центром, и их общий список под названием Biancofiore («Белый цветок») набрал 3,2 % голосов. Во втором правительстве Берлускони он стал министром без портфеля по европейской политике (2001—2005), а в третьем правительстве Берлускони являлся министром культурного наследия (2005—2006). В 2004 году кандидатура Буттильоне была предложена для включения в Европейскую комиссию, но отклонена парламентариями в связи с его консервативными убеждениями. В 2006 году баллотировался от Народа свободы на пост мэра Турина, но уступил Серджо Кьямпарино.

### Депутат и сенатор
В Палате депутатов XII созыва с 21 апреля 1994 года Буттильоне состоял во фракции Итальянской народной партии, а с 4 июля 1995 года — во фракции Христианско-демократического центра. В Палате депутатов XIII созыва с 15 мая 1996 года входил в ту же фракцию, с 3 февраля 1997 участвовал в мелких партийных группах Смешанной фракции, в марте-июне 1998 года — во фракции «Демократический союз за Республику», а с июня 1998 по май 2001 — «Объединённые христианские демократы — Христианские демократы за республику». В Палате депутатов XIV созыва с 2001 по 2005 год Буттильоне состоял во фракции «Союз христианских демократов и демократов центра».
В 2006—2008 годах Буттильоне состоял во фракции христианских демократов и центра в Сенате XV созыва.
В 2008 году был избран в Палату депутатов XVI созыва, с 5 мая 2008 года входил во фракцию «Союз центра за третий полюс», а с 21 апреля 2011 до марта 2013 — во фракцию Союза центра. С 6 мая 2008 по 14 марта 2013 года Буттильоне являлся заместителем председателя Палаты депутатов XVI созыва, а также возглавлял пять различных комиссий.
В Палате депутатов XVII созыва с 19 марта 2013 года являлся членом фракции партии «Гражданский выбор», с 10 декабря 2013 года состоял во фракции «За Италию — Демократический центр», с 16 декабря 2014 — во фракции Area Popolari (НПЦ-СЦ).

## Личная жизнь и убеждения
Буттильоне женат на Марии Пии Корбо, у супругов четыре дочери. Причиной отказа европарламентариев в 2004 году утвердить назначение Буттильоне еврокомиссаром юстиции считается его заявление в ответ на вопрос депутата Софии ин 'т Вельд об отношении к геям: «Я считаю гомосексуализм грехом, но не преступлением» («Considero l’omosessualità un peccato, ma non un crimine»). Он является сторонником равноправия государственных и частных школ, но противником разводов, абортов, эвтаназии, распространения в школах средств профилактики СПИД, гомосексуальных браков, предоставления социального жилья однополым парам, проведения гей-парада в Риме, школьной реформы, предусматривающей один год углублённого изучения XX века (поскольку в конечном итоге это привело бы к преподаванию школьникам теорий о том, что коммунизм сыграл положительную роль, вырвав из сердец молодёжи христианские ценности), а также преподавания теории эволюции детям младше тринадцати лет. В 2005 году во время встречи с председателем Палаты депутатов Италии Казини патриарх Алексий II привёл эпизод с Буттильоне в Европарламенте как пример опасных тенденций в современном обществе, угрожающих свободе убеждений.

## Избранные труды
- La crisi dell’economia marxista. Gli inizi della scuola di Francoforte («Кризис марксистской политэкономии. Зарождение франкфуртской школы», 1979)
- L’uomo e il lavoro. Riflessioni sull’enciclica «Laborem exercens» («Человек и труд. Размышления над энцикликой Laborem exercens», 1982)
- Augusto Del Noce. Biografia di un pensiero («Аугусто дель Ноче. Биография учения», 1991)
- Il problema politico dei cattolici («Политическая проблема католиков», 1993)
- Il centro: valori e riforme per l’Italia di domani («Центр: ценности и реформы, необходимые завтрашней Италии», 1996)
- Il pensiero dell’uomo che divenne Giovanni Paolo II («Образ мыслей человека, который стал Иоанном Павлом II», 1998).